# 高野山旗西日本学童軟式野球大会
高野山旗全国学童軟式野球大会（こうやさんきぜんこくがくどうなんしきやきゅうたいかい）とは、和歌山県伊都郡高野町高野山で毎年7月下旬に開催される学童野球大会。野球を通じて青少年の健全育成と学童のスポーツ交流を目的に、1996年に近畿大会として開催。1998年の第3回大会より西日本、2012年大会からは全国に拡大し現在に至る。2020年は中止。
なお、試合は5つの会場に分散して行われる。

## 主催と主管
- 主催 高野山旗全国学童軟式野球大会実行委員会
- 主管 和歌山県軟式野球連盟

## 歴代成績
| 年度   | 回 | 優勝                     | 準優勝                           |
| ------ | -- | ------------------------ | -------------------------------- |
| 1996年 | 1  | 糸我少年野球クラブ       | 内原新星少年野球クラブ           |
| 1997年 | 2  | 御霊少年野球クラブ       | 高野山少年野球クラブ             |
| 1998年 | 3  | 津福ジュニアスラッガーズ | 長曽根ストロングズ               |
| 1999年 | 4  | 保田少年野球クラブ       | 光風台キングブレーブス           |
| 2000年 | 5  | キングシャイアンズ       | 浜手ロイヤルズ                   |
| 2001年 | 6  | 高野山少年野球クラブ     | 高松少年野球クラブ               |
| 2002年 | 7  | 津福ジュニアスラッガーズ | 熊野レンジャーズ                 |
| 2003年 | 8  | 常盤ヤンチャーズ         | 川辺西ビクトリーズ少年野球クラブ |
| 2004年 | 9  | 耳成ウエスターズ         | 堀江体協軟式野球スポーツ少年団   |
| 2005年 | 10 | 野洲キッドスポーツ少年団 | 西陶器ジュニアファイターズ       |
| 2006年 | 11 | 新田少年野球クラブ       | 川辺西ビクトリーズ少年野球クラブ |
| 2007年 | 12 | 富木ロイヤルズ           | ホワイトイーグルス               |
| 2008年 | 13 | 中芳養少年野球クラブ     | 大淀緑ヶ丘ファイターズ           |
| 2009年 | 14 | 長曽根ストロングス       | バイキングジュニア               |
| 2010年 | 15 | 前栽アスレチックス       | 新金岡ヤンチャーズ               |
| 2011年 | 16 | 前栽アスレチックス       | 吉富少年野球クラブ               |
| 2012年 | 17 | 長曽根ストロングス       | 東16丁目フリッパーズ             |
| 2013年 | 18 | 高石スワローズ           | 保田少年野球クラブ               |